# Cameo (Medien)

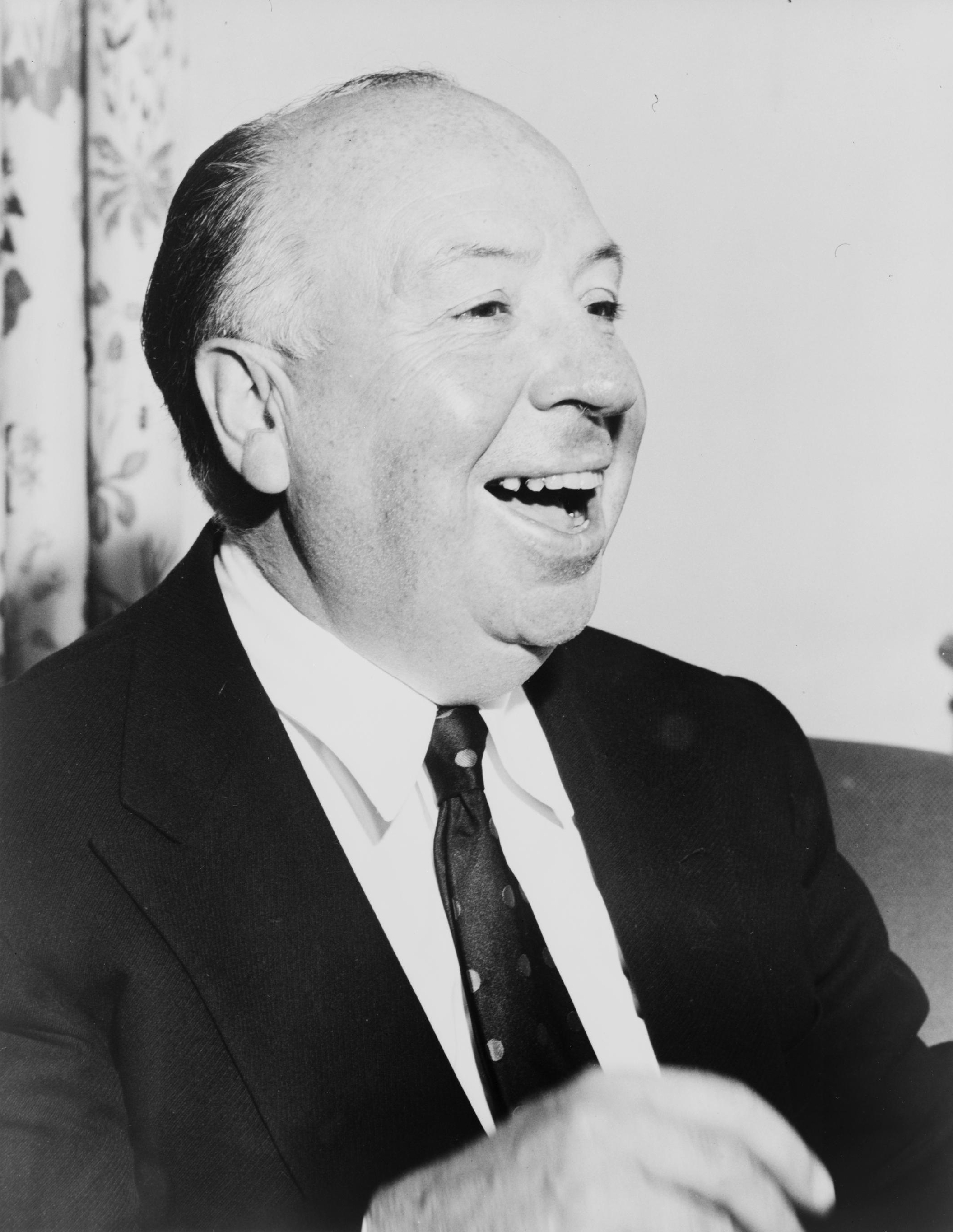
Alfred Hitchcocks Cameoauftritte erfreuen sich beim Publikum großer Beliebtheit

Ein Cameo (gesprochen [ˈkæmioʊ]; übersetzt auch Cameo-Auftritt genannt) ist das häufig überraschende, zeitlich sehr kurze Auftreten einer bekannten Person in einem Film, einer Serie, als Figur in einem Comic, einem Computerspiel oder in einem fiktionalen literarischen Werk. Oftmals wird die betreffende Person in der Werbung zum Film und im Vorspann nicht erwähnt, gelegentlich jedoch im Abspann. Eine einheitliche und exakte Definition, was die Erwähnung im Vor- und Abspann oder die Länge und den Umfang der Rolle betrifft, lässt sich nicht finden.
Der Begriff kommt aus dem Englischen und bezeichnet eine Kamee (englisch cameo), also ein Relief auf einem Schmuckstein. Tritt eine prominente Person auf, kann man sie – wie den Cameo – sofort erkennen. Der US-amerikanische Filmproduzent Michael Todd, der in seinem Film In 80 Tagen um die Welt (1956) volle 48 Cameos platziert hat, soll den Begriff geprägt haben.

## Erscheinungsformen im Film
Es gibt unterschiedliche Erscheinungsformen eines Cameos. Bei einer Form mischt sich ein Prominenter unter die Statisten. Er legt es nicht darauf an, erkannt zu werden, und spielt keine individuelle Rolle. Meist sind es Regisseure, Autoren oder Produzenten, die diesen kurzen und unauffälligen Auftritt wählen.
In einer anderen Form bekleidet ein Prominenter eine kleine, aber vollwertige Sprechrolle. In manchen Fällen tritt er als „er selbst“ auf, wenn auch gelegentlich in Verkleidung. Das Auftreten des Prominenten kann unterschiedliche Gründe haben, beispielsweise als Gefälligkeit für am Film Beteiligte und Aufwertung des Films durch den Prominenten, als Hommage an frühere Filmteile oder bei einer Neuverfilmung an die Vorlage. So treten Personen, die maßgeblich als Vorlage oder Inspiration für Figuren aus dem Film dienten, in Minirollen auf. Cameos durchbrechen in der Regel die filmische Illusion und gehören insoweit zu den Verfremdungseffekten.
Wird der Prominente in Vor- und Abspann nicht genannt, so kann dies verschiedene Gründe haben. So kann es etwa sein, dass sich zum Beispiel Regisseure oder Autoren nicht als Schauspieler sehen oder dass die Anwesenheit des Prominenten eine besondere Überraschung darstellen soll.

## Beispiele aus der Filmgeschichte

### Auftritte von Produktionsbeteiligten
In Zusammenhang mit dem Begriff ist insbesondere der Regisseur Alfred Hitchcock zu nennen, der erstmals 1927 in seinem Film Der Mieter auf der Leinwand zu sehen ist. Der ursprüngliche Grund für Hitchcocks Auftritte war zweckmäßiger Natur. Da in einigen Szenen seiner ersten Filme Statisten fehlten, mischte er sich mit Teilen der Filmcrew unter die vorhandene Menge. Aus der Not wurde bald ein Markenzeichen, das er in späteren Jahren als lästige Pflicht empfand: Damit die eigentliche Handlung in Erwartung auf Hitchcocks Auftritt nicht in den Hintergrund geriet, erschien der Regisseur nun möglichst früh auf der Bildfläche (siehe dazu auch die Liste aller hitchcockschen Cameos).
Schon 1922 war Friedrich Wilhelm Murnau in einem Cameo-Auftritt in Nosferatu zu sehen. In einer Szene gegen Ende des Films ist Murnau zusammen mit seinem Lebensgefährten und Assistenten Walter Spies zu sehen. Sie lauschen entsetzt dem Bericht einer alten Frau, die ihnen vom Bösewicht Knock erzählt, der den Gefängniswärter erwürgte.
Der Kurzauftritt des Regisseurs ist nicht auf reine Unterhaltungsfilme beschränkt. Im deutschen Autorenkino zeigte sich insbesondere Rainer Werner Fassbinder in seinen Filmen als Komparse oder Statist, so in Die Ehe der Maria Braun in einer Szene als Schwarzmarkthändler. In seinem Roadmovie Im Juli tritt Fatih Akin als rumänischer Zollbeamter auf. Der dänische Filmregisseur Lars von Trier ging in seinem Geister-Epos Riget noch ein Stück weiter und trat während des Abspanns in Erscheinung, um eine kurze Zusammenfassung des eben Erlebten zu halten. Diese schloss er damit ab, dass er sich selber dem Zuschauer verbal vorstellte. Quentin Tarantino, Lucio Fulci, Stephen King, Enzo G. Castellari, M. Night Shyamalan und Peter Jackson sind meist bekannt für ihre kurzen Minirollen in deren eigenen Filmen. Helmut Käutner trat in fast allen seinen Filmen kurz auf und hatte überdies auch meist eine Kleinstrolle für seine Ehefrau Erica Balqué.
Auch Produzenten, Drehbuchautoren oder Komponisten lassen sich mitunter in Cameos in die Filme einbauen. Im ARD-Tatort Wacht am Rhein hat der Jazz-Musiker Klaus Doldinger einen Cameoauftritt, in dem er die von ihm komponierte Tatort-Titelmelodie als Straßenmusiker auf dem Saxophon improvisiert.

### Auftritte von mit dem Film zusammenhängenden Personen
Neben dem Auftreten von Produktionsbeteiligten gibt es auch oftmals Cameos von den ursprünglichen Schöpfern des verfilmten Stoffes. Zu den ersten Cameos dieser Art gehört Hanns Heinz Ewers’ Auftritt in Stellan Ryes Evinrude von 1914. Erich Kästner war häufig in den Verfilmungen seiner Kinderbücher kurz zu sehen, etwa in Emil und die Detektive als Fahrgast in der Straßenbahn. Erika Mann trat in den von ihr beaufsichtigten Thomas-Mann-Verfilmungen der 1950er Jahre auf, beispielsweise in Bekenntnisse des Hochstaplers Felix Krull. Stephen King hat häufiger Auftritte in Verfilmungen seiner Werke. Ferner trat Stan Lee, Schöpfer vieler der Marvel-Comic-Helden, in vielen Verfilmungen seiner Figuren in Minirollen auf, er wird meist im Abspann benannt. Im Film Captain Marvel aus dem Jahre 2019 werden alle Cameo-Auftritte von Stan Lee, der kurz zuvor verstarb, während der Titelmelodie (statt der anderen Marvel-Stars) gezeigt.
Es gibt oft Cameos, bei denen frühere Schauspieler einer Figur bei einer Neuadaption in Form neuer Filme oder Fernsehserien in Minirollen auftreten. So zum Beispiel Kevin McCarthy in Die Körperfresser kommen (1978), Jaclyn Smith in 3 Engel für Charlie – Volle Power (2003) und 3 Engel für Charlie (2019), James Garner in Maverick – Den Colt am Gürtel, ein As im Ärmel (1994) oder Paul Michael Glaser und David Soul in Starsky & Hutch (2004). Im Film Der Prinz aus Zamunda mit Eddie Murphy sind kurz vor dem Ende Don Ameche und Ralph Bellamy als Bettler zu sehen, wobei die beiden ihre Figuren aus dem fünf Jahre zuvor entstandenen Eddie-Murphy-Film Die Glücksritter wieder aufnahmen.
Eine weitere Kategorie von Cameos ist der Auftritt realer Persönlichkeiten, die als Vorbild oder Inspiration für Figuren im umgesetzten Werk dienten. Ein Beispiel für einen solchen Cameo ist das Auftreten des echten Apollo-13-Astronauten Jim Lovell als Kapitän des amphibischen Angriffsschiffes Iwo Jima am Ende des Films Apollo 13. Er schüttelt dem Film-Lovell Tom Hanks die Hand zur geglückten Heimkehr. Andere Beispiele sind der Auftritt des echten Frank Abagnale in der Verfilmung seiner Autobiographie mit dem Titel Catch Me If You Can als einer der verhaftenden Polizisten oder der Auftritt der echten Erin Brockovich im nach ihr benannten Film über ihr Leben, in dem sie in einer Szene eine Kellnerin namens Julia (Julia Roberts spielt in diesem Film Erin Brockovich) im Restaurant verkörpert, sowie die Schlussszene des Will-Smith-Films Das Streben nach Glück, in der Chris Gardner – Vorbild für die gleichnamige Filmfigur – als Passant durchs Bild läuft.

### Von Cameos dominierte Filme
Filmgeschichtlich hat die Häufigkeit von Cameo-Auftritte in Hollywood seit den 1950er- und 1960er-Jahren zugenommen, als aufwendig produzierte Filme wie In 80 Tagen um die Welt (1956), Der längste Tag (1962), Eine total, total verrückte Welt (1963) und Die größte Geschichte aller Zeiten (1965) Dutzende Cameo-Auftritte von Hollywood-Stars erhielten. Die Cameos wurden auch in der Vermarktung dieser Filme explizit hervorgehoben, um durch die Einbindung möglichst vieler Stars ein möglichst breites Publikum zu erreichen oder die Wichtigkeit des Filmes zu unterstreichen. Ein deutsches Beispiel für einen Film mit vielen Cameos ist Große Star-Parade, ein Schlagerfilm von 1954.

### Cameos für größeren Realismus
Cameo-Auftritte können mitunter den Zweck haben, durch die Einbindung echter berühmter Persönlichkeiten eine gewisse Realität aus der echten Welt in die Filmwelt zu bringen. Aus diesem Grund traten besonders viele echte US-Politiker als sie selbst in dem Spielfilm Dave (1993) auf, dessen Handlung innerhalb der amerikanischen Politik verläuft. Ähnliches machte Robert Altman bei seiner innerhalb der Filmindustrie spielenden Satire The Player (1992), in der Dutzende von Hollywood-Stars kurze Cameo-Auftritte haben.

## Beispiele aus literarischen Werken
Erich Kästner hat sich 1929 in Emil und die Detektive selbst eingeschrieben, in einer Szene tritt er in seinem ursprünglichen Beruf als Zeitungsjournalist auf. Auch Wolfgang Herrndorf hat sich im 2014 postum veröffentlichten Roman Bilder deiner großen Liebe ein Cameo geschrieben, als Mann in grüner Trainingsjacke, der der Protagonistin Isa erklärt, was es mit den Steinen auf jüdischen Grabsteinen auf sich hat. Herrndorf trug diese Jacke oft selbst.
In der Kurzgeschichte Save the Reaper (1998) von Alice Munro gibt es in fiktionaler Form einen Cameo von Harold Pinter, als während der Szene in einer verkommenen Behausung mit alkoholisierten Männern die Reflexionsfähigkeit der Protagonistin Eve dank Literaturlektüre und Bühnenerfahrung geschildert wird, wo es heißt: „dachte sie darüber nach, wie sie das alles beschreiben würde – sie würde sagen, es war als sei sie unversehens mitten in ein Stück von Pinter geraten. Oder wie ihre schlimmsten Albträume von einem sturen, feindseligen Publikum.“ Dem Chef in der Behausung hat Munro den Vornamen des Dramatikers und Nobelpreiskollegen gegeben: Harold.
In Patrick Modianos Roman Gräser der Nacht von 2012 (deutsch 2014) hat der Schriftsteller Jacques Audiberti (1899–1965) einen Cameo. Mit den anderen Figuren ist er dadurch verbunden, dass „Dannie“ der Titel eines seiner Gedichte ist und Modiano der weiblichen Hauptfigur ebenfalls diesen Namen gegeben hat.
Der Nobelpreisträger Orhan Pamuk schildert in seinem Roman Das Museum der Unschuld (2008) nicht nur autobiographische Szenen. Er lässt die Hauptfigur Kemal einen Schriftsteller Orhan Pamuk bitten, Kemals Erlebnisse zu beschreiben.
Solche Selbsteinschreibungen in einen fiktionalen Zusammenhang werden auch der Autofiktion zugerechnet.

## Beispiele aus anderen Bereichen
Auch in Videospielen bringen sich die Entwickler manchmal als Cameo mit ein. Dies tat zum Beispiel Hideo Kojima zuletzt in Metal Gear Solid V: The Phantom Pain sowie in vorherigen Titeln der Metal Gear-Reihe. In Metal Gear Solid kann man Geister fotografieren. Dabei handelt es sich um 41 Spieleentwickler.

## Abgrenzung vom Begriff Easter Egg
Bei bekannten Gegenständen (Schwerter, Ringe oder Autos), die in ähnlicher Art auftauchen, spricht man nicht von Cameo, sondern von Anspielung oder Easter Egg.